# Linyphia linguatula
Linyphia linguatula là một loài nhện trong họ Linyphiidae.
Loài này thuộc chi Linyphia. Linyphia linguatula được Frederick Octavius Pickard-Cambridge miêu tả năm 1902.